# Інститут отоларингології імені професора О. С. Коломійченка НАМН України
Інститут отоларингології імені професора О. С. Коломійченка НАМН України — провідна наукова установа України, що досліджує питання оториноларингології, забезпечує надання медичної допомоги пацієнтам з оториноларингологічними захворюваннями. Інститут підпорядкований Національній академії медичних наук України.
Розташований в Києві за адресою: вулиця Зоологічна, 3. Директор — академік Дмитро Заболотний.

## Історія
Створений 7 червня 1960 року за ініціативою професора Олексія Коломійченка, який керував Науково-дослідним інститутом отоларингології (тодішня назва) до своєї смерті у 1974 році. У 1965 році перейменований на Київський науково-дослідний інститут отоларингології, у 1978 році названий на честь професора Коломійченка. З 2000 року носить теперішню назву.
Розписи та вітражі інституту у 1980 році виконали художники Володимир Марусенко та Костянтин Косаревський.

## Структура
До складу інституту входять:
- відділи:
  - запальних захворювань ЛОР-органів;
  - ринології, алергології з групою рентгенології;
  - мікрохірургії вуха та отонейрохірургії;
  - онкопатології ЛОР-органів;
  - ЛОР-патології дитячого віку;
- лабораторії:
  - клінічної аудіології та вестибулології;
  - голосу та слуху;
  - біофізики;
  - біохімії;
  - патофізіології та імунології;
  - клініко-діагностична;
- Центр алергічних захворювань верхніх дихальних шляхів

Станом на 2022 рік в інституті працюють близько 500 співробітників, серед яких близько 20 докторів та 30 кандидатів наук.
При інституті діють аспірантура, клінічна ординатура, спеціалізована вчена рада з захисту докторських та кандидатських дисертацій (спеціалізація «Оториноларингологія»), регулярно публікуються два фахові часописи — «Оториноларингологія» (раніше — «Журнал вушних, носових і горлових хвороб») та «Ринологія».
Інститут має власний стаціонарний відділ та два консультативних поліклінічних відділи для дорослих та дітей, в яких надають медично-консультативну допомогу пацієнтам з усіма видами оториноларингологічних захворювань. Щорічно в інституті здійснюється понад 10 тисяч хірургічних втручань, зокрема у 2019—2022 роках проведені понад 1000 операцій із вживлення систем кохлеарної імплантації дітям.

## Науковці
- Базаров Володимир Григорович — завідувач лабораторії клінічної аудіології та вестибулології (1972—2003).
- Бакай Едуард Аполлінарійович — завідувач лабораторії біофізики (1977—1983).
- Безбах Дмитро Ілліч — завідувач відділення реконструктивно-відновлювальної хірургії ЛОР-органів.
- Борисенко Олег Миколайович — завідувач відділу мікрохірургії вуха та отонейрохірургії.
- Веремієнко Кузьма Микитович — завідувач лабораторії біохімії (1961—1992), один з перших науковців інституту.
- Гогунська Інна Володимирівна — заступниця керівника Центру алергічних захворювань верхніх дихальних шляхів та вуха (з 2009).
- Гукович Валерія Олександрівна — завідувачка відділення слуховідновлювальної хірургії (1961—1995), одна з перших науковиць інституту.
- Гюллінг Едуард Вальтерович — заступник директора (1973—1985).
- Євдощенко Олена Андріївна — завідувачка загальноклінічного відділу (1961—1969), одна з перших науковиць інституту.
- Заболотна Діана Дмитрівна — завідувачка відділу ринології, алергології з групою рентгенології.
- Зарицький Леонід Андрійович — заступник директора з наукової роботи (1963—1977), один із перших науковців інституту.
- Мельников Олег Феодосійович — завідувач лабораторії патофізіології та імунології (з 1985).
- Мороз Борис Семенович — завідувач лабораторії аудіології та вестибулології (1985—1998).
- Нестерчук Владислав Іванович — завідувач відділення запальних захворювань ЛОР-органів з групою ендоскопії ЛОР-органів.
- Писанко Віктор Миколайович — завідувач відділення ЛОР-патології дитячого віку (2020—2021).
- Покотиленко Олександр Кузьмич — завідувач лабораторії патоморфології (1968—1997).
- Розенфельд Леонід Георгійович — завідувач відділення рентгенології та радіології (1968—1994), заступник директора з наукової роботи (1994—2016).
- Сушко Юрій Олександрович — завідувач відділу мікрохірургії вуха і отонейрохірургії (1988—2015).
- Тімен Григорій Еліазарович — завідувач відділу патології дитячого віку (до 2020).

### Директори
- 1960—1974 — професор Коломійченко Олексій Сидорович
- 1974—1985 — професор Циганов Олексій Іванович
- з 1985 — академік Заболотний Дмитро Ілліч